# LEO Pharma
LEO Pharma A/S è una multinazionale farmaceutica danese attiva nello sviluppo e nella commercializzazione di farmaci, soprattutto in ambito dermatologico e trombotico. L'azienda è controllata al 75% da LEO Holding, interamente controllata dalla Fondazione LEO, e per il rimanente 25% dal fondo Nordic Capital.

## Storia
Nel 1908 August Kongsted e Anton Petersen (divenuto poi Anton Antons), due farmacisti danesi, acquistarono la farmacia LEO di Copenaghen, che era attiva già dal 1620, fondando un'apposita compagnia chiamata Københavns Løveapoteks kemiske Fabrik (divenuto successivamente Løvens Kemiske Fabrikper) la produzione di farmaci con l'obiettivo di coprire il mercato nazionale, ricevendo il permesso reale da Federico VIII. I due registrarono il nome LEO come marchio nel 1909 e due anni dopo registrarono anche il logo, composto da un disegno di Anna Rink raffigurante un leone ispirato dallo stile dei bassorilievi ritrovati sulla Porta di Ištar a Babilonia.
Il primo prodotto farmacologico messo in commercio fu il Paraghurt nel 1909, seguito dal primo farmaco, l'antidolorifico Albyl, nel 1912. Nel 1914 fu fondata la prima filiale all'estero di Løvens a Helsingborg, in Svezia, mentre nel 1917 si occupò della prima esportazione di un farmaco danese all'estero, il Digisolvin LEO, sviluppato da Marie Krogh.
Dopo la morte di Petersen in incidente d'auto nel 1920, la direzione di Løvens passò a Kongsted, che iniziò a finanziare la ricerca di Schack August Steenberg Krogh e Hans Christian Hagedorn per la produzione di insulina in Danimarca; la produzione dell'insulina passò poco tempo dopo a Nordisk Insulinlaboratorium e l'azienda iniziò a concentrarsi sulla ricerca di prodotti a base di ormoni, estratti prevalentemente dall'urina di donne incinte, giovani uomini e cavalli.
Nel 1939 anche Kongsted morì e la guida dell'azienda passò al genero Knud Abildgaard. Sul finire della Seconda guerra mondiale, Løvens è la prima azienda al di fuori di Regno Unito e Stati Uniti d'America a commercializzare la penicillina (LEOPenicillin), distribuita sia ai principali ospedali che ai movimenti di resistenza, mantenendo la produzione nascosta alle forze di occupazione naziste. Nel secondo dopoguerra l'azienda espanse la produzione di penicillina, anche su licenza, in Francia, Italia e Spagna, trasferendo inoltre il proprio quartier generale a Ballerup nel 1959. Nel 1958, in occasione del 50º anniversario dell'azienda, ad Abildgaard fu regalato un cucciolo di leone, donato allo zoo di Copenaghen. Tra i farmaci sviluppati in questo periodo figurano il Protaminsulphat LEO nel 1951 il Rontyl nel 1958, il Fucidin nel 1962 e il Pondocillin nel 1971; proprio il Fucidin fu sviluppato nel 1959 dai dipendenti Løvens a partire dal fungo Fusidium coccineum.
Per garantire l'indipendenza dell'azienda nel 1984 fu istituita la Fondazione LEO, che assunse il totale controllo dell'azienda nel 1986 dopo la morte di Abildgaard, mantenendolo fino al 2021 con l'ingresso nel capitale azionario del fondo di private equity svedese Nordic Capital. Nel 2002 Løvens Kemiske Fabrik assume il nome di LEO Pharma.
Nel 2024 ha ultimato l'acquisto dell'azienda farmaceutica statunitense Timber Pharmaceuticals, specializzata nel trattamento di condizioni dermatologiche rare.